# Feve

Mapa de la xarxa de Rodalia i Regionals

Feve (Ferrocarrils de Via Estreta, en castellà Ferrocarriles de Vía Estrecha) va ser una companyia ferroviària pública espanyola que explotava les línies de tren d'un ample de via inferior a l'ample ibèric. Durant l'última època de la seva existència explotava 11 línies, la major part d'elles al voltant de la Serralada Cantàbrica i també a la Regió de Múrcia.
L'empresa es va dissoldre l'1 de gener de 2013, ja que el Ministeri de Foment d'Espanya va integrar Feve en Renfe Operadora i Adif per poder mantenir el servei. Adif es fa càrrec de la infraestructura a través d'una nova subdirecció general i Renfe del servei amb una altra subdirecció. El Govern d'Astúries va qüestionar la mesura inclosa al Pla de Reformes del govern espanyol.

## Història
Es va fundar a partir del tancament de l'Explotació de Ferrocarrils per l'Estat (EFE) el 1965.

### Feve a Catalunya
A Catalunya, havia tingut rutes com l'Olot-Girona o la Sant Feliu de Guíxols-Girona, ara desaparegudes. A més entre el 1976 i el 1979 aquesta empresa va explotar provisionalment fins al traspàs a la Generalitat catalana les actuals línies dels Ferrocarrils de la Generalitat de Catalunya arran dels problemes financers de les empreses Companyia General dels Ferrocarrils Catalans (1976) i Ferrocarrils de Catalunya (1977).

### Feve a Mallorca
A Mallorca, va explotar la línia de Palma a Inca fins que el 1994 va transferir a Serveis Ferroviaris de Mallorca aquesta explotació i es van poder així reobrir posteriorment els trams fins a Sa Pobla i Manacor, tancats als anys 80 per Feve a causa de problemes econòmics.

### Feve al País Valencià
En el cas del País Valencià, la companyia va traspassar l'explotació la xarxa mètrica a Ferrocarrils de la Generalitat Valenciana el 1986.

### Feve al País Basc
En el cas del País Basc, la companyia va traspassar l'explotació la xarxa mètrica a Euskotren Trena el 1979 excepte la línia Bilbao-Balmaseda i Bilbao-Karrantza.

## Últims serveis explotats
Aquests són els serveis que explotava abans de ser dissolta la companyia.
|                 |     | Recorregut                     |
| --------------- | --- | ------------------------------ |
| Regionals       | R1  | Ferrol-Oviedo-Gijón            |
| Regionals       | R2  | Oviedo-Santander               |
| Regionals       | R3  | Santander-Bilbao               |
| Regionals       | R4  | Lleó-Bilbao                    |
| Galícia         | F1  | Ferrol-Ortigueira              |
| Astúries        | F4  | Gijón-Cudillero                |
| Astúries        | F5  | Gijón-Llaviana                 |
| Astúries        | F6  | Oviedo-Infiesto                |
| Astúries        | F7  | Oviedo - San Esteban de Pravia |
| Astúries        | F8  | Caudal-Aller                   |
| Cantàbria       | F1  | Santander - Cabezón de la Sal  |
| Cantàbria       | F2  | Santander-Liérganes            |
| País Basc       | F-1 | Bilbao-Balmaseda               |
| Castella i Lleó | F1  | Lleó-Guardo                    |
| Múrcia          | F1  | Cartagena - los Nietos         |